# Scheckenhoferhaus

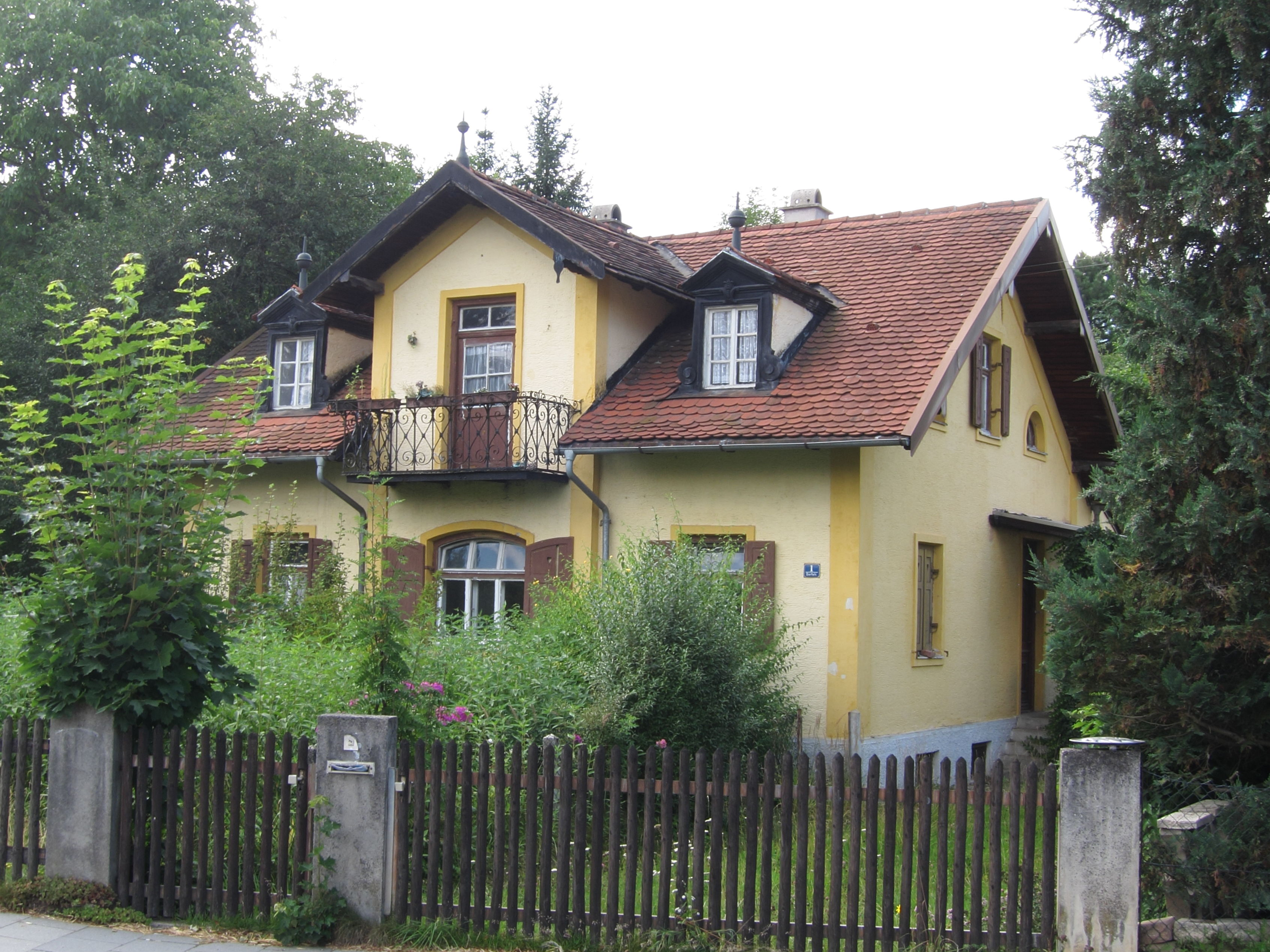
Das Scheckenhoferhaus (2012)

Das Scheckenhoferhaus ist ein seit 2011 denkmalgeschütztes Wohnhaus (Aktennummer D-1-75-132-12) in der oberbayrischen Gemeinde Vaterstetten. Es steht in der Dorfstraße 1. Es befindet sich im Privatbesitz.
Das Gebäude aus dem Jahre 1906 ist ein eingeschossiger Satteldachbau mit Zwerchhaus und Balkon mit schmiedeeisernem Geländer. Es wurde als Wochenendhäuschen im damals noch kleinen Vaterstetten gebaut und hat eine Wohnfläche von 95 Quadratmetern. Bei der bis 2018 durchgeführten Renovierung musste das Dach komplett neu gebaut werden, ebenso die Dielen aus Tannenholz im Erdgeschoss. Als Vorbild für die neuen Dielen dienten die aufgearbeiteten Bodenbretter im Obergeschoss. Die Türen mit Messingbeschlägen und alle Fenster (außer im Obergeschoss) bestehen noch im Original. Auch bei der Bemalung der Wände ging man mit historischen Methoden vor, so dass sie das kräftige Bild der ursprünglichen Bemalung aufweist. Neu wurden in das Wohnhaus ein Bad und eine Heizung mit Anschluss an das Fernwärmenetz hinzugefügt.